# 1998 GB7
1998 GB7 är en asteroid i huvudbältet som upptäcktes den 2 april 1998 av LINEAR i Socorro County, New Mexico.
Asteroiden har en diameter på ungefär 11 kilometer.